# أنس الزنيتي
أنس الزنيتي (مواليد 28 أكتوبر 1988، في مدينة فاس) هو لاعب كرة قدم مغربي يلعب كحارس مرمى لصالح  نادي الوصل الإماراتي. يُلقب بـ «سبايدرمان»، وهو اللقب الذي أطلقه عليه أنصار نادي الرجاء.

## مسيرته الكروية

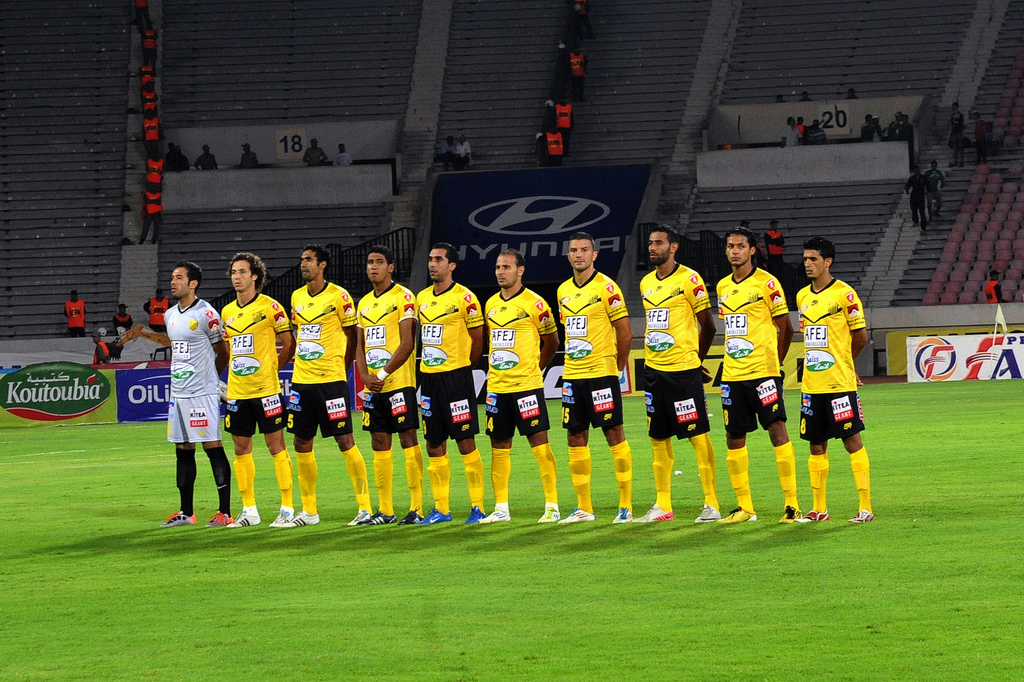
صورة من قبل بداية المباراة

ابن مدرسة المغرب الفاسي والذي صعد للفريق الأول منذ سنة 2008 يعتبر من بين أفضل الحراس على الصعيد الوطني في الوقت الراهن، تمكن من التألق رفقة المغرب الفاسي بحيث قاده إلى تحقيق لقب كأس العرش سنة 2011 بالإضافة إلى كأس الاتحاد الإفريقي في نفس السنة في مباراة نهائية ضد الصفاقس التونسي والتي تألق فيها بصد ضربتين ترجيحيتين وتمكن من تسجيل الركلة الأخيرة التي أهدت اللقب إلى الماص كما قاد النادي إلى تحقيق كأس السوبر الإفريقي سنة 2012 ، وبعد انتهاء عقده مع المغرب الفاسي في يونيو 2013 وقع على عقد لموسمين مع نادي الجيش الملكي، وبعد انتهاء عقده مع الجيش الملكي سنة 2015 وقع عقد لثلاتة مواسم مع نادي الرجاء الرياضي.
على صعيد المنتخب الوطني فالزنيتي يحرس المنتخب المحلي ، لعب بتاريخ 12 ديسمبر 2012 مباراته الأولى مع المنتخب المغربي للاعبين المحليين في ودية ضد النيجر، كما لعب أول مباراة مع منتخب الكبار ضد زامبيا في ودية استعداد لكأس أمم أفريقيا 2013 بتاريخ 8 يناير 2013
حصل على أفضل إنجازات الكرة المغربية والأفريقية، ليصبح أكتر لاعب مغربي تحقيقا للألقاب القارية بسبع ألقاب. مع الأندية فاز ب 3 كأس الكونفيدرالية الأفريقية، 2 كأس السوبر الأفريقي، 2 كأس العرش، 1 الدوري المغربي، 1 كأس العرب، 1 كأس شمال إفريقيا.
و فاز مع المنتخب المغربي المحلي «بالشان» بطولة أمم أفريقيا للمحليين مرتين سنة 2018 و 2020.

## الإنجازات
المغرب الفاسي
- كأس العرش : 2011
- كأس الكونفيدرالية الأفريقية : 2011
- كأس السوبر الأفريقي : 2012

 الرجاء الرياضي
- الدوري المغربي : 2019–20، 2023–24
- كأس العرش : 2017، 2023
- كأس اتحاد شمال إفريقيا : 2015
- كأس العرب للأندية الأبطال : 2020
- كأس الكونفيدرالية الأفريقية : 2018، 2020–21
- كأس السوبر الأفريقي : 2019

منتخب المغرب للمحليين
- بطولة أمم أفريقيا للمحليين : 2018، 2020

### فردية
- أفضل لاعب مغربي سنة : 2011
- أفضل لاعب في نهائي بطولة كأس الكونفيدرالية الأفريقية : 2011
- أفضل حارس في الدوري المغربي (6): 2011، 2017، 2020، 2021، 2022، 2024[8]
- أفضل حارس في بطولة دوري أبطال أفريقيا : 2020
- أفضل حارس في بطولة أمم أفريقيا للمحليين : 2020
- جائزة لاعب الموسم في نادي الرجاء الرياضي : 2020-21[9]
- لاعب الشهر في نادي الرجاء الرياضي : سبتمبر 2020، يونيو 2021، نوفمبر 2021[10][11]

## وصلات خارجية
- أنس الزنيتي على موقع قاعدة بيانات كرة القدم.إي يو (الإنجليزية)
- أنس الزنيتي على موقع ناشيونال فوتبول تيمز (الإنجليزية)
- أنس الزنيتي على موقع Soccerway.com (الإنجليزية)
- أنس الزنيتي على موقع عالم كرة القدم.نت (الإنجليزية)